# ۲۶ بره

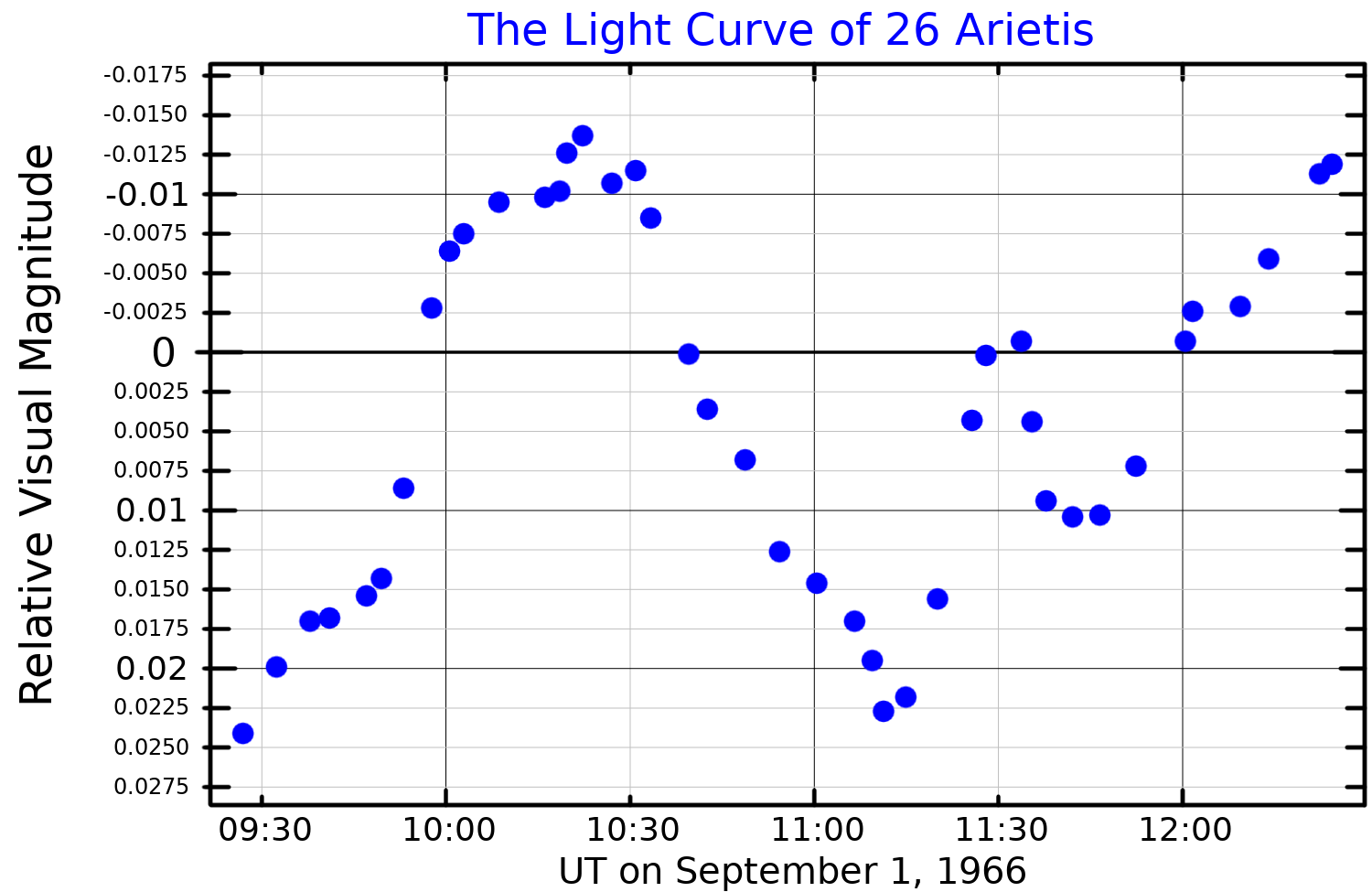
منحنی نور ستاره

۲۶ بره یک ستاره است که در صورت فلکی برج حمل قرار دارد.